# Salmophasia sardinella
Salmophasia sardinella és una espècie de peix cipriniforme de la família dels ciprínids.